# Stephen Frears
Stephen Frears (* 20. června 1941, Leicester) je britský filmový a televizní režisér. V letech 1960-1963 studoval právo na Trinity College.

## Filmografie
- The Burning (1967)
- Gumshoe (1971)
- The Hit (1984)
- My Beautiful Laundrette (1985)
- Nastražte uši (1987)
- Sammy and Rosie Get Laid (1987)
- Nebezpečné známosti (1988)
- The Grifters (1990)
- Hero (1992)
- Mary Reilly (1996)
- The Van (1996)
- The Hi-Lo Country (1998)
- High Fidelity (2000)
- Liam (2000)
- Špína Londýna (2002)
- Mrs Henderson Presents (2005)
- Královna (2006)
- Chéri (2009)
- Tamara Drewe (2010)
- Lay the Favorite (2012)
- Philomena (2013)
- The Program (2015)
- Božská Florence (2016)
- Victoria a Abdul (2017)
- Ztracený král (2022)
- Režim (2024, minisérie HBO)